# Alpher-Bethe-Gamow-afhandlingen
I den fysiske kosmologi er Alpher-Bethe-Gamow-afhandlingen eller αβγ-skriftet et værk, skrevet af Ralph Alpher, der da var ph.d.-studerende i fysik, og hans rådgiver George Gamow. Arbejdet, som senere blev emnet for Alphers ph.d.-afhandling, argumenterede for, at et Big Bang ved universets begyndelse ville danne brint, helium og tungere grundstoffer i de rigtige forhold, så det stemte overens med deres mængde i det tidlige univers. Selv om den originale teori overså nogle vigtige processer omkring dannelsen af de tunge grundstoffer, viste yderligere forskning, at Big Bang-nukleosyntese er i overensstemmelse med de observerede mængder af alle urgrundstoffer.

## Bethes navn
Gamow, der var en stor spøgefugl, besluttede at lade navnet på sin ven, den særdeles dygtige fysiker Hans Bethe, optræde som medforfatter til denne afhandling for at ramme den snurrige forfatterangivelse Alpher, Bethe, Gamow, der spiller på de græske bogstaver α, β og γ. Bethe blev i artiklen omtalt som "H. Bethe, Cornell University, Ithaca, New York."  I sin bog fra 1952, Universets skabelse, forklarede Gamow Hans Bethes forbindelse med teorien på denne måde:
| Citat | Resultatet af disse beregninger blev først offentliggjort i et brev til The Physical Review, 1. april 1948. Det var underskrevet Alpher, Bethe og Gamow og omtales ofte som den 'alfabetiske artikel.' Det forekom unfair mod det græske alfabet kun at have artiklen underskrevet af Alpher og Gamow, og derfor blev navnet på dr. Hans A. Bethe (in absentia) indsat, mens manuskriptet blev gjort klar til trykning. Dr. Bethe, der modtog et eksemplar af manuskriptet, havde ingen indvendinger, og var i virkeligheden helt hjælpsom under de efterfølgende diskussioner. Senere opstod imidlertid det rygte, at Dr. Bethe, da alpha-, beta-, gammateorien for en tid var stødt på grund, alvorligt overvejede at ændre navn til Zacharias. Den store overensstemmelse mellem den beregnede kurve og de observerede mængder vises i fig. 15, som er resultatet af senere beregninger, udført på edb-anlægget hos "National Bureau of Standards" af Ralph Alpher og R. C. Herman (der stædigt nægtede at ændre sit navn til Delter.) | Citat |
|       | |       |

Senere arbejdede Bethe med Big Bang-nukleosyntese.
Alpher, der på dette tidspunkt kun lige havde taget sin eksamen, var utilfreds med, at Bethes navn var med på afhandlingen. Han fornemmede, at medtagelsen af en anden prominent fysiker ville overskygge hans personlige bidrag til arbejdet og dermed forhindre ham i få den fortjente anerkendelse for en så vigtig opdagelse. Han udtrykte flere gange sin harme over Gamows beslutning. 

## Teoriens vigtigste mangel
I den oprindelige form udtrykte teorien, at alle atomkerner produceres ved, at der hele tiden indfanges en neutron mere, med en masseenhed ad gangen. Senere undersøgelser modsagde imidlertid teorien om den successive indfangning. Der kunne ikke findes en stabil isotop med en atommasse på fem og otte.  Fysikere bemærkede straks, at disse huller i atommasserne ville forhindre produktion af alle grundstofferne ud over helium. På samme måde som det ikke er muligt at gå op ad en trappe med et trin ad gangen, når et af trinene mangler, så betød denne opdagelse, at teorien om successiv indfangning ikke kunne forklare de tungere grundstoffers tilstedeværelse. 
Det blev efterhånden indset, at de fleste tungere grundstoffer i det nuværende univers er resultat af nukleosyntese i stjerner – en teori, der i hovedsagen er udviklet af Bethe.
Alpher-Bethe-Gamow-teorien forklarer imidlertid helt korrekt de relative mængder af isotoperne af brint og helium. Taget under et udgør disse mere end 99% af den baryoniske masse i universet. I dag er der bred enighed om, at nukleosyntese har fundet sted i to etaper: Dannelse af brint og helium ved Big Bang som beskrevet i Alpher-Bethe-Gamow-teorien, og dannelse af tungere grundstoffer ved stjerne-nukleosyntese i overensstemmelse med Bethes senere teorier.